# Memorial Marco Pantani 2013
Il Memorial Marco Pantani 2013, conosciuto anche con il nome di Memorial Marco Pantani-Giro di Romagna,  decima edizione della corsa e valida come evento dell'UCI Europe Tour 2013 categoria 1.1, si svolse il 31 agosto 2013, per un percorso totale di 200 km. La vittoria fu appannaggio dell'italiano Sacha Modolo, che completò il percorso in 5h22'10", precedendo i connazionali Enrico Rossi e Andrea Piechele.
Al traguardo 53 ciclisti portarono a termine la gara.

## Squadre e partecipanti
| N.    | Cod. | Squadra                      |
| ----- | ---- | ---------------------------- |
| 1-8   | AND  | Androni Giocattoli-Venezuela |
| 11-18 | LAM  | Lampre-Merida                |
| 21-28 | BAR  | Bardiani Valvole-CSF Inox    |
| 31-38 | VIN  | Vini Fantini-Selle Italia    |
| 41-48 | COL  | Colombia                     |
| 51-58 | RVL  | RusVelo                      |
| 61-68 | MTN  | MTN-Qhubeka                  |

| N.      | Cod. | Squadra                     |
| ------- | ---- | --------------------------- |
| 71-78   | AJW  | Accent Jobs-Wanty           |
| 81-88   | PPO  | Nippo-De Rosa               |
| 91-98   | CEF  | Ceramica Flaminia-Fondriest |
| 101-108 | UNA  | Utensilnord-Ora24.eu        |
| 111-118 | AMO  | Amore & Vita                |
| 121-128 | LOK  | Lokosphinx                  |
| 131-138 | MKT  | Meridiana-Kamen Team        |

## Ordine d'arrivo (Top 10)
| Pos. | Corridore            | Squadra       | Tempo    |
| ---- | -------------------- | ------------- | -------- |
| 1    | Sacha Modolo         | Bardiani      | 4h45'26" |
| 2    | Enrico Rossi         | Meridiana     | s.t.     |
| 3    | Andrea Piechele      | Cer. Flaminia | s.t.     |
| 4    | Miguel Ángel Rubiano | Androni       | s.t.     |
| 5    | Kristian Sbaragli    | MTN-Qhubeka   | s.t.     |
| 6    | Marco Zamparella     | Utensilnord   | s.t.     |
| 7    | Fabio Felline        | Androni       | s.t.     |
| 8    | Andrea Zordan        | Androni       | s.t.     |
| 9    | Gregory Habeaux      | AccentJobs    | s.t.     |
| 10   | Sergej Šilov         | Lokosphinx    | s.t.     |